# DigiKam
digiKam è un programma libero per la gestione delle fotografie pensato per l'ambiente KDE. Supporta tutti i principali formati grafici. Fa parte della collezione di applicazioni KDE Extragear.

## Caratteristiche
Le foto sono organizzate in album/cartelle ed è possibile gestirle ordinandole per cartella, per data (anche con l'ausilio di una linea temporale) e per etichette (tag). Oltre all'aggiunta di etichette alle foto, è anche possibile inserire commenti.
digiKam utilizza un database per memorizzare tutte le informazioni e consentire una veloce ricerca, questa può essere effettuata per etichette, ma è disponibile una modalità grafica che consente di trovare foto simili a quella fornita o ad uno schizzo effettuato con un piccolo editor interno. Appoggiandosi a questa funzione di riconoscimento immagini è anche possibile la ricerca di foto doppie all'interno dei propri album.
È presente un'interfaccia per gestire la connessione con le macchine fotografiche, vedere in anteprima le foto, scaricarle e/o cancellarle dalla fotocamera.
Un altro strumento disponibile è Light Table che consente un facile confronto tra differenti scatti fotografici.
digiKam inoltre integra un editor di immagini che consente di compiere le modifiche più comuni alle proprie foto senza utilizzare programmi esterni, è in grado per esempio di ridimensionare, tagliare, ruotare, ribaltare le foto, di modificare il colore, la luminosità, il contrasto, di correggere piccoli difetti, rimuovere gli occhi rossi e di applicare vari effetti come bordi, testo, distorsioni. Le funzionalità dell'editor sono anche rese disponibili in ShowFoto, un'applicazione indipendente da digiKam.
Tramite l'utilizzo di plugin è inoltre, per esempio, possibile esportare le immagini su Flickr o Picasa Web, acquisire immagini da uno scanner o creare calendari.
Nel dettaglio le caratteristiche includono anche:
- organizzazione delle foto in album e sottoalbum, anche a questi è possibile aggiungere commenti ed etichette;
- supporto a Exif, Makernotes, Iptc, Xmp;
- le etichette, i voti, le informazioni temporali, i commenti e gli altri dati delle foto sono inseriti anche nelle foto stesse come metadati. Questo consente l'accesso ai dati aggiuntivi anche ad altri programmi che li supportino;
- i metadati presenti in una foto aggiunta ad un album vengono automaticamente importati nel database di digiKam;
- utilizzo di un database SQLite o MySQL;
- gli album possono essere ordinati per nome, categoria (per esempio famiglia, amici, vacanze...) e data di creazione;
- le foto possono essere ordinate per nome, percorso del file, data e dimensione del file;
- supporto per più di 300 formati file RAW proprietari;
- supporto ai plugin KIPI;
- l'editor di immagini supporta i profili di colori ICC;
- grandezza delle anteprime configurabile liberamente;
- utilizzo di barre laterali per gestire i metadati e le proprietà dei file;
- supporto a più di 900 fotocamere grazie al progetto Gphoto2.